# Michel Ludwig
Michel Ludwig (Itzehoe, 23 augustus 2004) is een Duits voetballer die doorgaans speelt als middenvelder. Hij verruilde in 2023 de jeugdopleiding van Borussia Dortmund voor Helmond Sport.

## Clubcarrière
Ludwig begon met voetballen bij FC St. Pauli, waarna hij in 2018 de overstap maakte naar de academie van Borussia Dortmund. Hij speelde daar in de jeugdelftallen en deed in de seizoenen 2021/22 en 2022/23 mee aan de UEFA Youth League. Hij speelde onder andere tegen Manchester City en Paris Saint-Germain.
Medio 2023 maakte hij de overstap naar Helmond Sport. Hij debuteerde in de eerste speelronde tegen Roda JC (1-4). Hij kwam in de 85e minuut in de ploeg voor Lucas Vankerkhoven. In het seizoen 2023/24 ontwikkelde hij zich tot basisspeler. In juli 2024, in een oefenduel tegen Fortuna Sittard, raakte Ludwig geblesseerd.

## Statistieken
| Seizoen | Club          | Competitie     | Competitie | Competitie | Beker | Beker | Overig | Overig | Totaal | Totaal |
| Seizoen | Club          | Competitie     | Wed.       | Dlp.       | Wed.  | Dlp.  | Wed.   | Dlp.   | Wed.   | Dlp.   |
| ------- | ------------- | -------------- | ---------- | ---------- | ----- | ----- | ------ | ------ | ------ | ------ |
| 2023/24 | Helmond Sport | Eerste divisie | 26         | 0          | 0     | 0     | 0      | 0      | 26     | 0      |
| 2024/25 | Helmond Sport | Eerste divisie | 0          | 0          | 0     | 0     | 0      | 0      | 0      | 0      |
| Totaal  | Totaal        | Totaal         | 26         | 0          | 0     | 0     | 0      | 0      | 26     | 0      |

Bijgewerkt op 15 april 2025.